# Kwastsnoeken
De kwastsnoeken (Polypteridae), ook wel wimpelalen, zijn een familie van tropische Afrikaanse vissen en de enige familie binnen de orde kwastsnoeken (Polypteriformes). De familie omvat ruim 10 soorten.

## Kenmerken
Het huidpantser van deze langgestrekte, vrijwel cilindervormige vissen bestaat uit ruitvormige schubben, de zogenaamde ganoïdschubben, die met fijne huidtandjes zijn bezet. Op de rug bevindt zich een rij rugvinstekels, die aan de achterzijde elk twee of meer vertakte vinstralen bevatten. Aan de onderzijde bevinden zich borst- en buikvinnen. Aan de achterzijde eindigt het lichaam met een symmetrische staartvin. De lengte bedraagt tussen de 60 en 150 cm.

## Leefwijze
De tweedelige zwemblaas fungeert als een soort long; de vissen komen met regelmatige tussenpozen aan de oppervlakte om lucht te happen. Kunnen ze dit niet, dan verdrinken ze binnen het uur. Op het droge kunnen ze echter meer dan een etmaal verblijven.

## Geslachten
De hier gegeven lijst is volgens Nelson:
- Erpetoichthys Smith, 1865[2]
- Polypterus Lacépède, 1803[3]